# Formation continue obligatoire
 (septembre 2024).
Si vous disposez d'ouvrages ou d'articles de référence ou si vous connaissez des sites web de qualité traitant du thème abordé ici, merci de compléter l'article en donnant les références utiles à sa vérifiabilité et en les liant à la section « Notes et références ».
Pour les articles homonymes, voir FCO.
Dans le domaine du transport routier, la formation continue obligatoire (FCO) est un stage de remise à niveau des connaissances qui concerne les conducteurs des véhicules de transports de marchandises de plus de 3,5 tonnes de poids total autorisé en charge (PTAC) et des véhicules de transport de voyageurs comportant, outre le siège du conducteur, plus de 8 places assises. Cette obligation est généralisée à tous les pays de l'union européenne avec la directive 2003/59/CE du 15 juillet 2003. Elle est applicable à compter du 10 septembre 2008 pour les transports de voyageurs et du 10 septembre 2009 pour les transports de marchandises.

## Conditions d'obtention
La formation est dispensée par un organisme de formation agréé qui peut être un centre spécialisé ou une auto-école d'importance. Elle peut être dispensée par un moniteur d'entreprise sous la responsabilité d'un centre agréé. La formation a une durée de 35 heures au moins sur 5 jours. Elle peut être scindée en deux sessions sous certaines conditions. Contrairement à la Formation initiale minimale obligatoire (FIMO), il n'y a pas de test éliminatoire en fin de stage mais une auto-évaluation.

## Programme
- le perfectionnement à la conduite rationnelle axée sur les règles de sécurité ;
- l'application des réglementations ;
- la santé, la sécurité routière et la sécurité environnementale ;
- le service, la logistique.

Le cahier des charges complet de la formation est prévu en France par un arrêté du 3 janvier 2008[réf. souhaitée].

## Validité et renouvellement
La première FCO a lieu au plus tard 5 ans après l'obtention de la qualification initiale de conducteur routier et elle doit être renouvelée tous les 5 ans.

## Reconversion
Un conducteur qui possède la qualification professionnelle en transport de marchandises peut obtenir la qualification en transport de voyageurs et inversement sans avoir à suivre l'intégralité de la formation initiale. Le candidat suivra une formation dite « passerelle » d'une durée de 35 heures au moins sur 5 jours.